# 阿尔翁东
阿尔翁东，是西班牙安达卢西亚自治区格拉纳达省的一个市镇。总面积35平方公里，
2001年普查人口總數為1027人，人口密度為每平方公里29人。